# Aminobenzaldeído
| Aminobenzaldeído   |                                                          |                                          |                                          |
| Nome               | 2-Aminobenzaldeído                                       | 3-Aminobenzaldeído                       | 4-Aminobenzaldeído                       |
| Outros nomes       | o-Aminobenzaldeído orto-Aminobenzaldeído Antranilaldeído | m-Aminobenzaldeído meta-Aminobenzaldeído | p-Aminobenzaldeído para-Aminobenzaldeído |
| Fórmula estrutural |                                                          |                                          |                                          |
| Número CAS         | 529-23-7                                                 | 1709-44-0                                | 556-18-3                                 |
| PubChem            | 68255                                                    | 74366                                    | 11158                                    |
| Fórmula molecular  | C7H7NO                                                   | C7H7NO                                   | C7H7NO                                   |
| Massa molar        | 121,14 g·mol−1                                           | 121,14 g·mol−1                           | 121,14 g·mol−1                           |
| Estado físico      | Sólido                                                   | Sólido                                   | Sólido                                   |
| Ponto de fusão     | 40 °C                                                    |                                          | 72 °C                                    |
| Ponto de ebulição  |                                                          |                                          |                                          |
| Identificação GHS  | –                                                        | –                                        | –                                        |
| Frases H e P       | –                                                        | –                                        | –                                        |
| Frases H e P       | –                                                        |                                          |                                          |
| Frases H e P       | –                                                        |                                          |                                          |

Aminobenzaldeído são um grupo de compostos orgânicos que são formados por um anel benzeno com um grupo amino (–NH2), caracterizando uma amina, e um grupo aldeído (–CHO), como substituintes. Devido a seus diferentes arranjos, tem-se três isômeros com a fórmula C7H7NO. O 2-aminobenzaldeído raramente é tratado pelo seu nome popular "antranilaldeído".

## Obtenção
O 2-aminobenzaldeido é preparado a partir de 2-nitrobenzaldeído, por redução com sulfato de ferro (II) e HCl.
A preparação de 4-aminobenzaldeido é realizada a partir de 3-nitrobenzaldeído,  por redução com cloreto de estanho II (estanoso) e ácido clorídrico concentrado.
A preparação de 4-aminobenzaldeido é realizada a partir de 4-nitrotolueno por reação com sulfeto de sódio e enxofre (formando polissulfeto de sódio) em solução aquosa de hidróxido de sódio e etanol.